# Arma de Transmissões do Exército Português
A Arma de Transmissões (TM) constitui a arma do Exército Português à qual compete assegurar e desenvolver as comunicações dos comandos e grandes unidades, a manutenção do material de transmissões e as operações de guerra eletrónica

## Historial
1810 - Criação do Corpo Telegráfico Militar, anexo ao Real Corpo de Engenheiros;

1884 - Criação da Companhia de Telegrafistas, primeira unidade operacional de transmissões;

1888 - Criação do Serviço Telegráfico de Guarnição e dos Pombais Militares (STGPM). Tem como órgão superior a Inspeção do STGPM;

1889 - Passa a designar-se "Serviço Telegráfico de Guarnição, de Aerostação e Pombais Militares (STGAPM). Tem como órgão superior a Direção do STGAPM, dependente da Direção-Geral da Arma de Engenharia;

1900 - Passa a designar-se "Inspeção dos Telégrafos Militares", tendo a seu cargo os serviço de telegrafia, telefonia, aerostação e pombais militares;

1911 - Passa a designar-se "Serviço Telegráfico Militar", incluindo os serviços e tropas de telegrafia de campanha, telegrafia de praça, telegrafia sem fios e de aerostação e pombais militares e a secção eletrotécnica. Continua a fazer parte da Arma de Engenharia e tem como orgão superior a Inspeção do Serviço Telegráfico Militar, diretamente dependente do quartel-mestre general do Exército;

1926 - Passa a designar-se "Tropas de Comunicações", incluindo as tropas e serviços telegráfico, de caminhos de ferro e automóvel. As tropas de comunicações têm como órgão superior a Inspeção das Tropas de Comunicações, integrada na Direção da Arma de Engenharia;

1946 - Passam a designar-se "Tropas de Transmissões" e o respetivo órgão superior "Inspeção das Tropas de Transmissões";

1951 - Criação do Serviço de Telecomunicações Militares (STM), responsável pelas comunicações permanentes (fixas) do Exército. O STM é assegurado pelo Batalhão de Telegrafistas da Arma de Engenharia;

1959 - A nova organização geral do Ministério do Exército - estabelecida pelo decreto-lei n.º 42664 de 7 de outubro de 1959 - prevê a existência de uma Arma de Transmissões, tendo como órgão superior a Direção da Arma de Transmissões;

1961 - Através da portaria n.º 18213 de 17 de janeiro de 1961, é organizada a Direção da Arma de Transmissões (DAT), com as atribuições previstas pelo decreto-lei n.º 42664, sendo extinta a Inspeção das Tropas de Transmissões. Todas as unidades, órgãos e serviços, que estavam sob supervisão daquela Inspeção, passam a ser considerados parte da futura Arma de Transmissões. Não é contudo criada ainda a Arma de Transmissões, com os respetivos quadros de pessoal, continuando o pessoal de transmissões a fazer parte dos quadros da Arma de Engenharia e de outras armas;

1970 - Criação da Arma de Transmissões, com o seu quadro de pessoal privativo, separado da Arma de Engenharia. O STM passa a ser um órgão desta Arma;

1993 - Extinção da Direção da Arma de Transmissões, integrando parte das suas funções na Direção dos Serviços de Transmissões (DST). Deixa de existir a Arma de Transmissões como organismo, com órgãos próprios, passando a ser meramente um quadro de pessoal;

2006 - A DST passa a denominar-se "Direção de Comunicações e Sistemas de Informação (DCSI)".

## Unidades de transmissões

### Unidades atuais
Na Componente Fixa do Sistema de Forças existe atualmente uma única unidade de transmissões:
- Regimento de Transmissões (RTm), aquartelado no Porto.

Na Componente Operacional do Sistema de Forças existem:
- Companhia de Transmissões da Brigada Mecanizada (CTm/BMI), aquartelada no Campo Militar de Santa Margarida;
- Companhia de Transmissões da Brigada de Reação Rápida (CTm/BRR), aquartelada na Unidade de Aviação Ligeira do Exército;
- Companhia de Transmissões da Brigada de Intervenção (CTm/BrigInt), aquartelada no Regimento de Transmissões;
- Unidades de transmissões das zonas militares;
- Companhia de Transmissões da Força de Apoio Geral (CTm/FApGer), aquartelada no Regimento de Transmissões;
- Companhia de Guerra Eletrónica da Força de Apoio Geral (CIGE/FApGer), aquartelada no Regimento de Transmissões.

### Unidades extintas
- Escola Prática de Transmissões (EPT), aquartelada em Lisboa e depois no Porto;
- Batalhão de Transmissões n.º 3 (BTm 3), aquartelado em Tancos;
- Batalhão de Transmissões n.º 361 (BTm 361), aquartelado em Luanda (Angola), passando depois a designar-se Batalhão de Transmissões n.º 1 (BTm 1) e, seguidamente, Agrupamento de Transmissões de Angola (ATmA);
- Batalhão de Transmissões n. 2 (BTm 2), aquartelado em Lourenço Marques e depois em Nampula (Moçambique);
- Agrupamento de Transmissões da Guiné (ATmG), aquartelado em Bissau (Guiné Portuguesa);
- Batalhão de Transmissões n.º 4 (BTm 4), ao serviço da UNOMOZ em Moçambique;
- Companhia de Transmissões n.º 5 (CTm 5), ao serviço da UNAVEM em Angola;
- Companhia de Transmissões nº 8 (CTm 8), ao serviço da MINURSO no Sara Ocidental;
- Depósito Geral de Material de Transmissões (DGMTm), aquartelado em Linda-a-Velha.

## Quadro de pessoal
A Arma de Transmissões inclui os seguintes quadros de pessoal:
- Oficiais QP (quadro permanente) engenheiros de transmissões (TM);
- Sargentos QP de transmissões (TM);
- Oficiais QP técnicos de exploração de transmissões (TEXPTM);
- Oficiais QP técnicos de manutenção de transmissões (TMANTM);
- Oficiais RV/RC (regime de voluntariado ou de contrato) da área funcional AF10 -T (Transmissões) das especialidades:
  - 423 - Transmissões das unidades de transmissões,
  - 427 - Transmissões das armas,
- Sargentos RV/RC da área funcional AF10 -T das especialidades:
  - 423 - Transmissões das unidades de transmissões,
  - 427 - Transmissões das armas;
- Praças RV/RC das especialidades:
  - 02 - Mecânica,
  - 17 - Comunicações.